# Channel One Trophy
Il Channel One Trophy, o Channel One Cup (in russo Кубок Первого канала по фигурному катанию?), è una competizione di pattinaggio di figura organizzata dalla Federazione russa di pattinaggio di figura e dal canale televisivo Pervyj kanal.
I pattinatori competono l'uno contro l'altro divisi in due squadre.
La prima edizione si è tenuta dal 5 al 7 febbraio 2021 a Mosca.
La seconda edizione si è svolta dal 24 al 27 marzo 2022 a Saransk.

## Edizioni
| Anno | Città   | Edizione                |
| ---- | ------- | ----------------------- |
| 2021 | Mosca   | Trofeo Channel One 2021 |
| 2022 | Saransk | Trofeo Channel One 2022 |
| 2023 | Mosca   | Trofeo Channel One 2023 |